# السدرة (موقع جغرافي)
السدرة مكان على ساحل البحر، يقع شرقي النوفلية بنحو 52 كم، وهو اسم قديم يرد بكثرة كعلم جغرافي، في كتب المؤرخين والرحالة القدامى، لتحديد المسافات منه واليه، بين أجدابيا وسرت.